# 亞當·卡德羅夫
亚当·拉姆贊諾維奇·卡德罗夫（羅馬化：Adam Ramzanovich Kadyrov；2007年11月24日—），俄罗斯政治人物，車臣共和國元首拉姆赞·卡德罗夫之子。2023年11月5日起担任车臣共和国总统安全局局长。